# Am Abend
Am Abend ('Al vespre') és una stag film alemanya de principis del segle xx que es va fer l'any 1910. Junt amb la pel·lícula argentina El Sartorio (c. 1907–1915) i l'estatunidenca A Free Ride o A Grass Sandwich (c. 1915–1917), és una de les pel·lícules pornogràfiques dura més antigues, produïdes entre els anys 1907 i 1915, que s'han recollit al Kinsey Institute for Research in Sex, Gender, and Reproduction.

## Descripció
Com les altres dues pel·lícules, "Am Abend" comença amb una seqüència de fotogrames de narrativa primitiva, després mostra signes d'un cinema més convencional durant un curt període i, finalment, mostra escenes de hard-core d'una manera fragmentada. L'erudita Linda Williams, va suggerir que les primeres pel·lícules pornogràfiques, com "Am Abend", com les vídeos pornogràfics diaris, mostraven primers plans de genitals i plans mitjans d'sexe. Per tant, hi havia similituds estructurals entre les primeres "stag films" i els actuals vídeos pornogràfics.
La durada d' Am Abend és de 10 minuts. La pel·lícula comença amb un acte de voyeurisme, que representa un home mirant a través d'un forat del pany del dormitori de dona. A l'habitació, la dona s'estira sola en un llit i es masturba durant uns minuts. Aleshores, l'home entra al dormitori de la dona, es despulla, la dona li dona un bany i les dues parelles realitzen diferents activitats sexuals en múltiples posicions sexuals. Les activitats sexuals inclouen l'home que penetra des de dalt, fel·lació, més masturbació per part de la dona i sexe a la postura del gosset. El sexe, però, s'atura prematurament quan l'home pateix disfunció erèctil. L'escena dura d'aquesta pel·lícula es mostra en una escena mestra de l'home i la dona al seu llit amb primers plans inserits dels genitals, penetració, etc.